# Grammy Award para Melhor Álbum de Música Global
Grammy Award para Best World Music Album é uma categoria apresentada nos Grammy Awards, uma cerimónia estabelecida em 1958 e originalmente denominada de Gramophone Awards, que presenteia artistas pela qualidade vocal em canções do género musical pop. As várias categorias são apresentadas anualmente pela National Academy of Recording Arts and Sciences (NARAS) dos Estados Unidos em "honra da realização artística, proficiência técnica e excelência global na indústria da gravação, sem levar em conta as vendas de canções ou posições nas tabelas musicais."
Por world music ou música do mundo entende-se "toda expressão musical de origem não europeia". O prêmio foi entregue primeiramente em 1992, na ocasião o vencedor foi Mickey Hart pelo álbum Planet Drum. Em 1996, a Academia organizadora redefiniu a categoria "world music", passando esta a compreender também a música clássica não ocidental. Desde 2001, o prêmio é destinado a produtores, engenheiros e outros profissionais técnicos associados às respectivas obras indicadas, além dos artistas performadores. A partir da 45ª cerimônia de premiação, realizada em 2003, o prêmio passou a ser apresentado também em outras duas subcategorias: Best Traditional World Music Album e Best Contemporary World Music Album, diferenciando obras de música do mundo tradicional e música do mundo contemporênea. No entanto, ambas as categorias voltaram a ser apresentadas como uma só a partir de 2012.
Ry Cooder e Ravi Shankar são os únicos artistas a vencer o prêmio mais de uma vez; Cooder dividiu em 1994 com Vishwa Mohan Bhatt e, em 1995, com Alo Farka Touré; Shankar venceu em 2002 e postumamente em 2013. Os artistas brasileiros são os maiores vencedores da categoria, apesar de que músicos de outros países também possuem expressiva quantidade de vitórias. Artistas estadunidenses foram vencedores de três prêmios, enquanto franceses, irlandeses e panamenhos venceram uma vez. A cantora cabo-verdiana Cesária Évora, a banda Gipsy Kings e a citarista Anoushka Shankar possuem cinco indicações, cada um. 

## Vencedores
| Ano  | Artista                           | Nacionalidade            | Obra                                     | Indicados | Referência |
| ---- | --------------------------------- | ------------------------ | ---------------------------------------- | --- | ---------- |
| 1992 | Mickey Hart                       | Estados Unidos           | Planet Drum                              | - Dori Caymmi - Brazilian Serenata - Gipsy Kings - Este Mundo - Salif Keita - Amen - Milton Nascimento - Txai | [ 3 ]      |
| 1993 | Sérgio Mendes                     | Brasil                   | Brasileiro                               | - Gipsy Kings - Gipsy Kings Live - Ofra Haza - Kirya - Youssou N'Dour - Eyes Open - Strunz & Farah - Americas | [ 4 ]      |

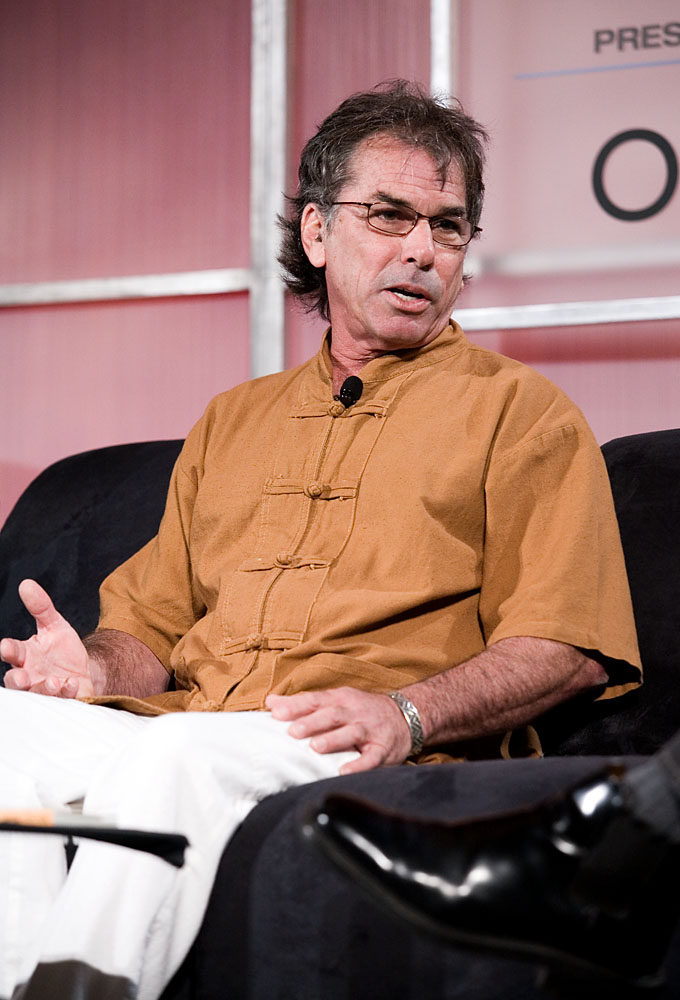
Mickey Hart foi primeiro vencedor da categoria por seu álbum Planet Drum, em 1992.

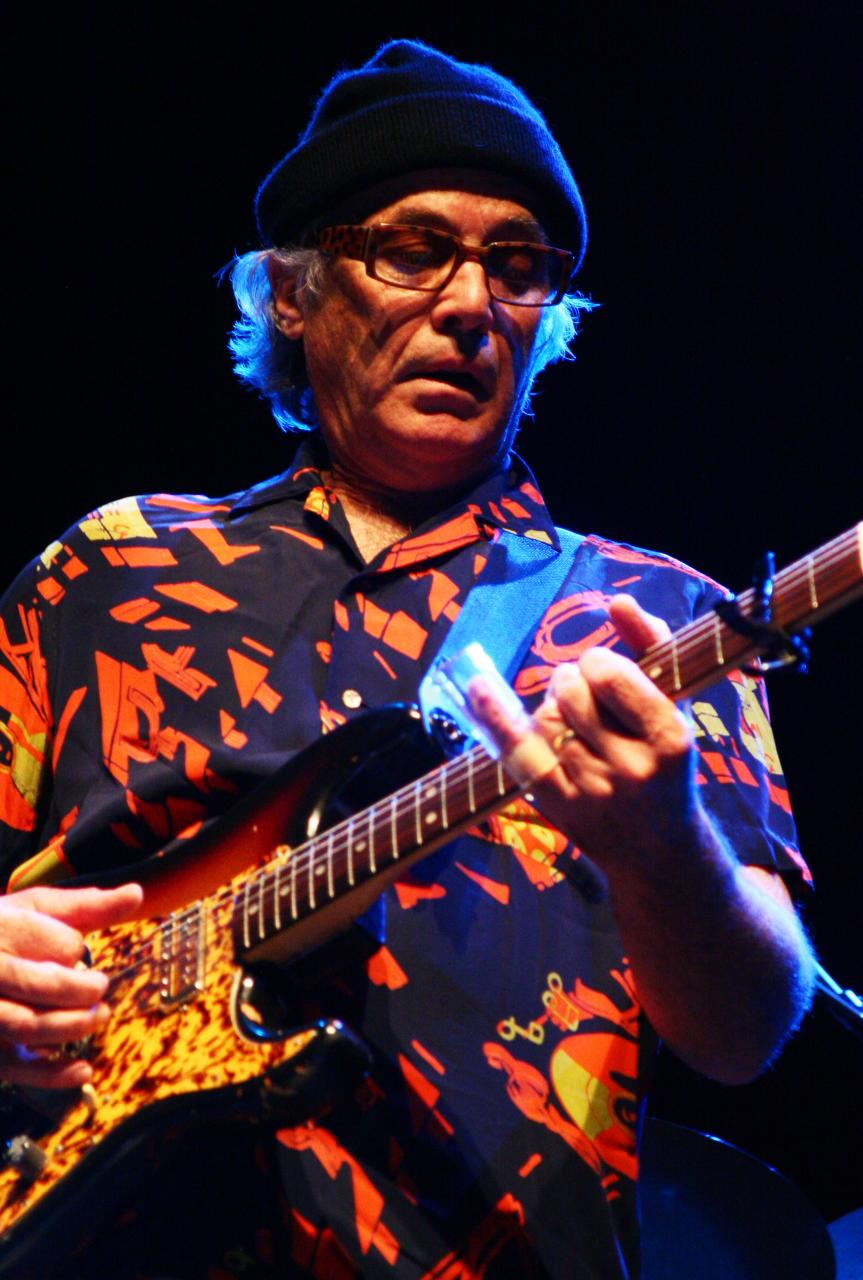
Ry Cooder, dividiu o prêmio com V. M. Bhatt e Farka Touré em 1994 e 1995, respectivamente.

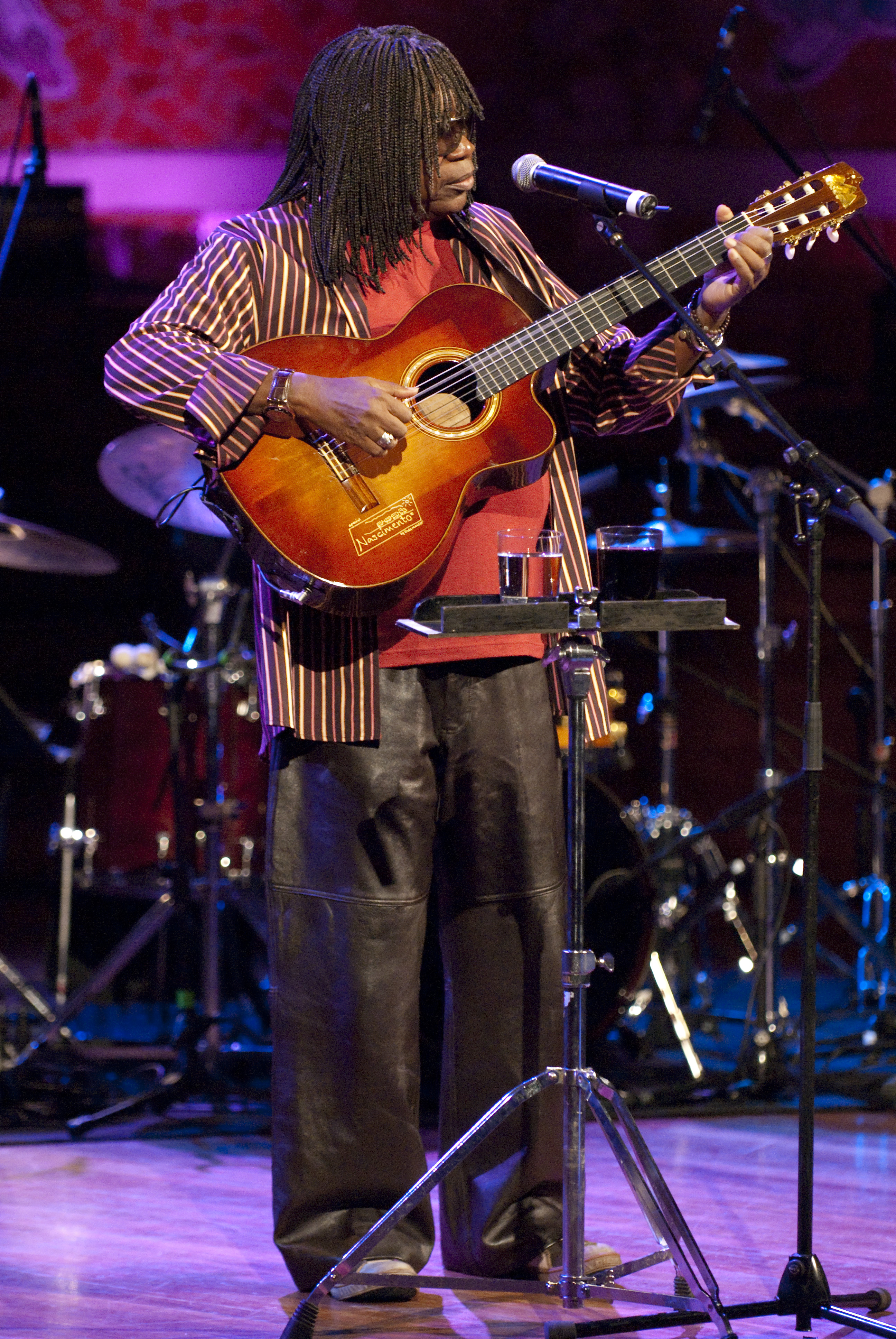
Milton Nascimento, vencedor em 1998 e indicado em 2002 por seu álbum Gil & Milton.

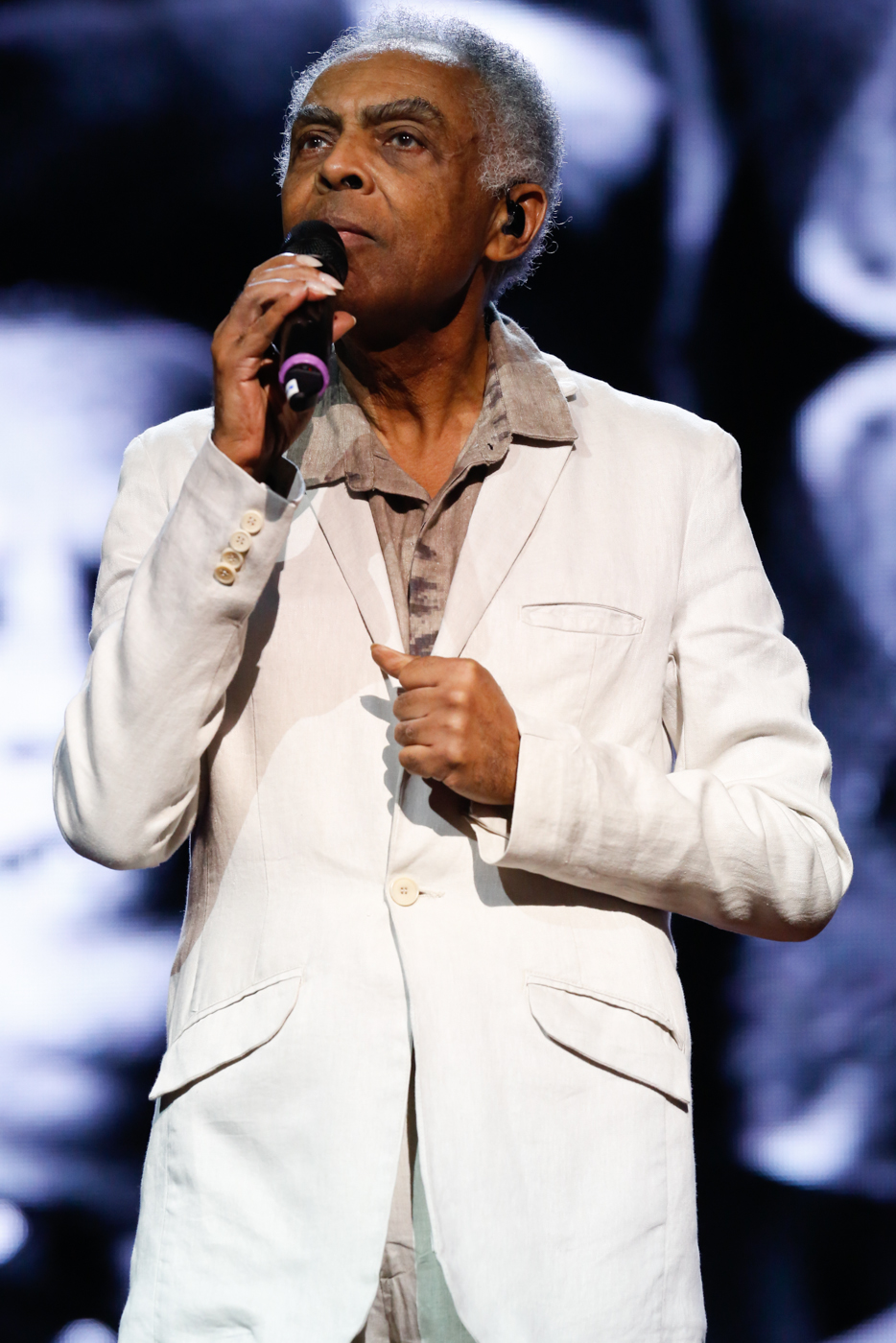
Gilberto Gil, vencedor da categoria em 1999 pelo álbum Quanta e indicado em 2002, 2016 e 2017 pelos álbuns Gil & Milton, Gilbertos Samba Ao Vivo e Dois Amigos, respectivamente.

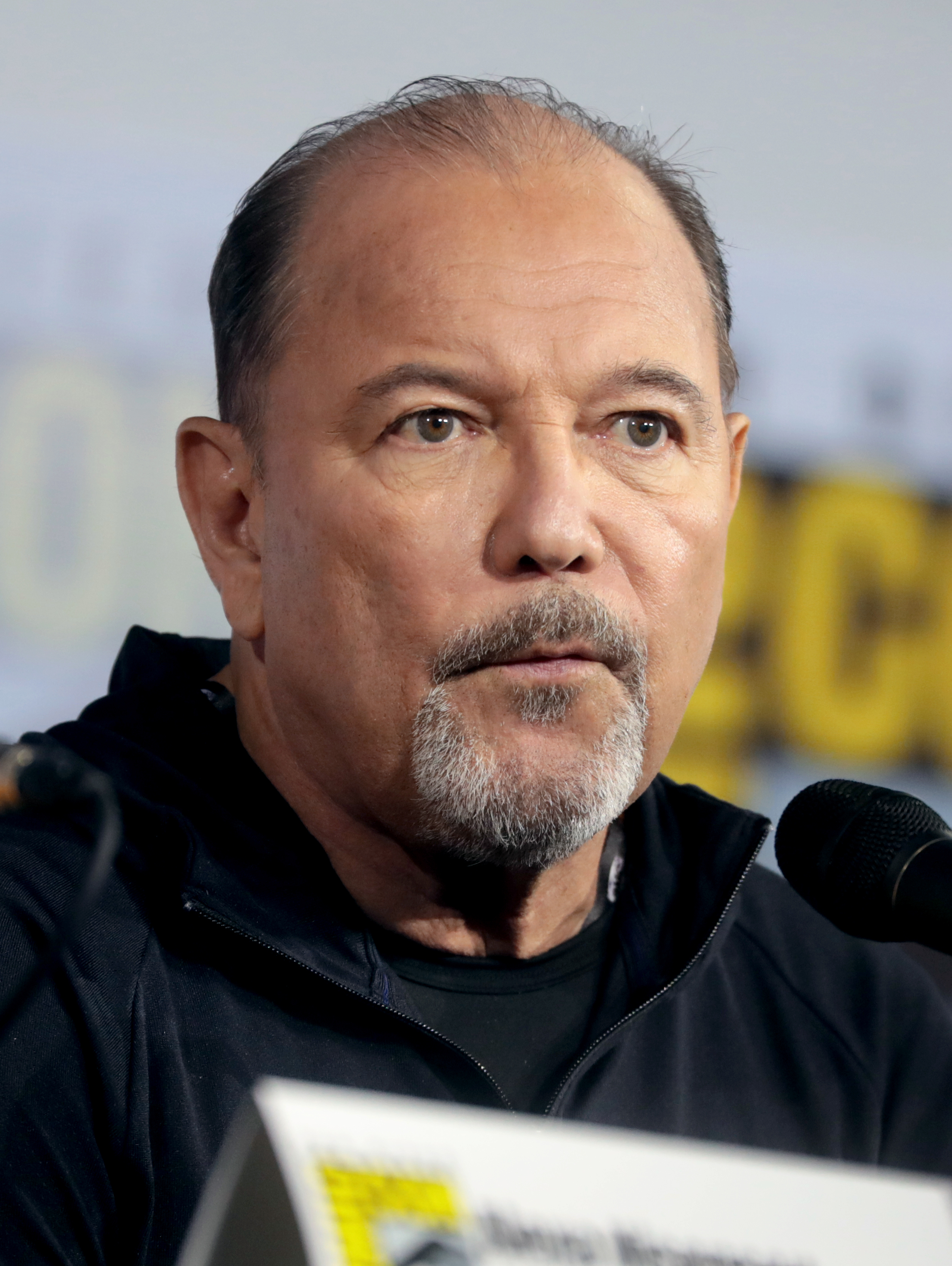
Rubén Blades, vencedor da categoria em 2003.

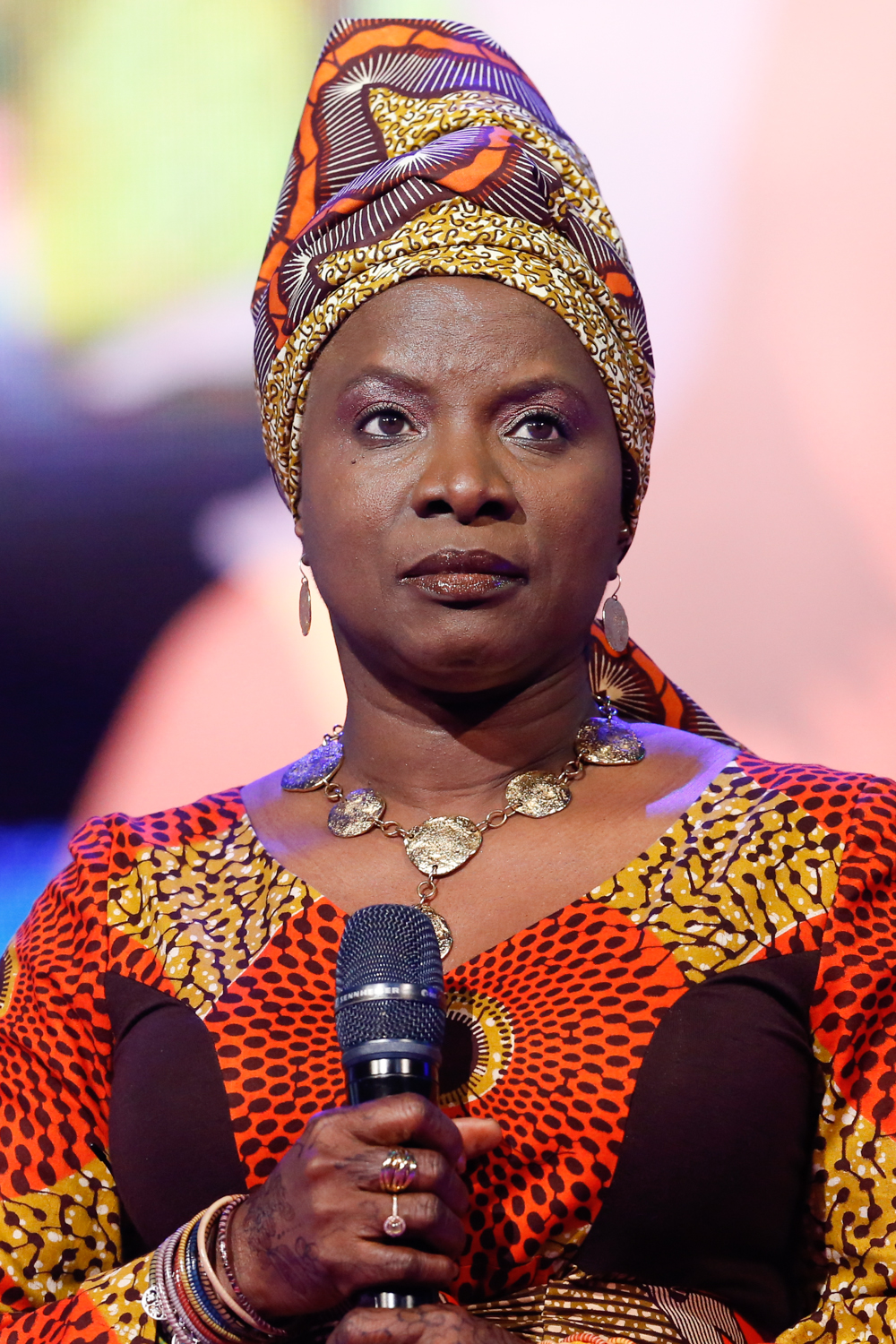
Angelique Kidjo, vencedora em 2015 e 2016. Kidjo voltou a vencer em 2022 pelo álbum Mother Nature.

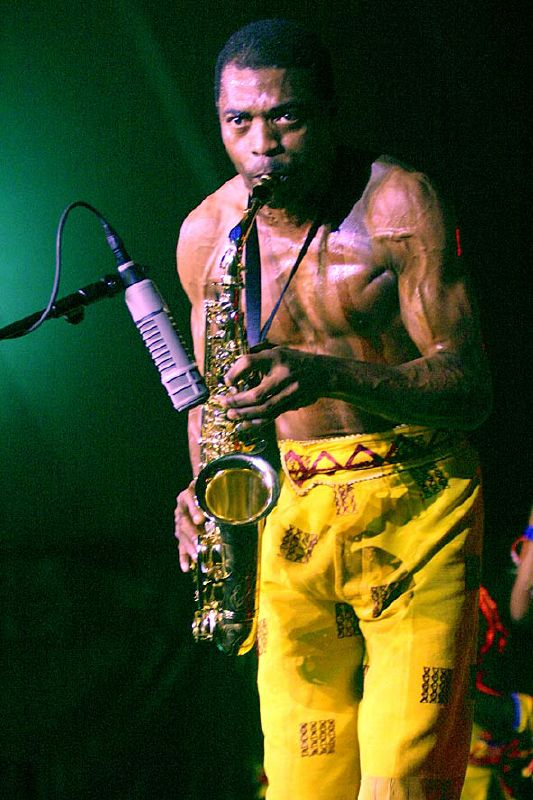
Femi Kuti possui 4 indicações sem nenhuma vitória na categoria.

| 1994 | Ry Cooder e Vishwa Mohan Bhatt    | Estados Unidos / Índia   | A Meeting by the River                   | - Johnny Clegg e Savuka - Heat, Dust and Dreams - Deep Forest - Deep Forest - Henry Kaiser e David Lindley – A World Out of Time, Vol. 2 - Le Mystère des Voix Bulgares – From Bulgaria with Love                                     | [ 5 ]      |
| 1995 | Ry Cooder e Ali Farka Touré       | Estados Unidos / Malásia | Talking Timbuktu                         | - Gipsy Kings – Love and Liberté - Milton Nascimento - Angelus - Youssou N'Dour - The Guide (Wommat) - Zap Mama - Sabsylma | [ 6 ]      |
| 1996 | Deep Forest                       | França                   | Boheme                                   | - Cesária Évora - Cesária - Baaba Maal - Firin' in Fouta - L. Shankar, Zakir Hussain e Vikku Vinayakram – Raga Aberi - The Splendid Master Gnawa Musicians of Morocco & Randy Weston – The Splendid Master Gnawa Musicians of Morocco | [ 7 ]      |
| 1997 | The Chieftains                    | Irlanda                  | Santiago                                 | - Béla Fleck, V.M. Bhatt e Jiebing Chen – Tabula Rasa - Gipsy Kings - Tierra Gitana - Ali Akbar Khan - Legacy - Nusrat Fateh Ali Khan e Michael Brook – Night Song - Joe Zawinul - My People                                          | [ 8 ]      |
| 1998 | Milton Nascimento                 | Brasil                   | Nascimento                               | - Cesária Évora - Cabo Verde - Gipsy Kings - Compas - Ali Akbar Khan – Passing on the Tradition - Babatunde Olatunji – Love Drum Talk                                                                                                 | [ 9 ]      |
| 1999 | Gilberto Gil                      | Brasil                   | Quanta Live                              | - King Sunny Adé – Odu - Cesária Évora - Miss Perfumado - Angélique Kidjo – Oremi - Robbie Robertson – Contact from the Underworld of Redboy                                                                                          | [ 10 ]     |
| 2000 | Caetano Veloso                    | Brasil                   | Livro                                    | - Afro Celt Sound System - Volume 2: Release - Cesária Évora - Café Atlantico - Salif Keita - Papa - Ali Farka Touré – Niafunké | [ 11 ]     |
| 2001 | João Gilberto                     | Brasil                   | João Voz e Violão                        | - Miriam Makeba - Homeland - Youssou N'Dour - Joko (The Link) - The Chieftains – Water from the Well - Paul Winter e Earth Band – Journey with the Sun                                                                                | [ 12 ]     |
| 2002 | Ravi Shankar                      | Índia                    | Full Circle: Carnegie Hall 2000          | - Afro Celt Sound System - Volume 3: Further in Time - Cesária Évora - São Vicente di Longe - Gilberto Gil e Milton Nascimento – Gil e Milton - John McLaughlin e Vários artistas – Saturday Night in Bombay: Remember Shakti         | [ 13 ]     |
| 2003 | Rubén Blades                      | Panamá                   | Mundo                                    | - Salif Keita - Moffou - Angélique Kidjo – Black Ivory Soul - Femi Kuti – Fight to Win - Anoushka Shankar – Live at Carnegie Hall |            |
| 2012 | Tinariwen                         | Mali                     | Tassili                                  | - AfroCubism – AfroCubism - Femi Kuti – Africa for Africa - Ladysmith Black Mambazo – Songs from a Zulu Farm | [ 14 ]     |
| 2013 | Ravi Shankar                      | Índia                    | The Living Room Sessions Part 1          | - Amadou & Mariam – Folila - Daniel Ho – On a Gentle Island Breeze - Hugh Masekela – Jabulani - Anoushka Shankar – Traveller | [ 15 ]     |
| 2014 | Gipsy Kings                       | França                   | Savor Flamenco                           | - Femi Kuti – No Place for My Dream - Ravi Shankar – The Living Room Sessions Part 2 | [ 16 ]     |
| 2014 | Ladysmith Black Mambazo           | África do Sul            | Live: Singing for Peace Around the World | - Femi Kuti – No Place for My Dream - Ravi Shankar – The Living Room Sessions Part 2 | [ 16 ]     |
| 2015 | Angelique Kidjo                   | Benim                    | Eve                                      | - Toumani Diabaté e Sidiki Diabaté – Toumani & Sidiki - Sérgio Mendes – Magic - Anoushka Shankar – Traces of You - Wu Man, Luis Conte e Daniel Ho – Our World in Song                                                                 | [ 17 ]     |
| 2016 | Angelique Kidjo                   | Benim                    | Signs                                    | - Gilberto Gil – Gilbertos Samba Ao Vivo - Ladysmith Black Mambazo e Ella Spira e Inala Ensemble – Music from Inala - Anoushka Shankar – Home - Zomba Prison Project – I Have No Everything Here                                      | [ 17 ]     |
| 2017 | Yo-Yo Ma e The Silk Road Ensemble | Estados Unidos           | Sing Me Home                             | - Celtic Woman - Destiny - Ladysmith Black Mambazo - Walking in the Footsteps of Our Fathers - Anoushka Shankar - Land of Gold - Caetano Veloso e Gilberto Gil - Dois Amigos, Um Século de Música: Multishow Live                     | [ 18 ]     |
| 2021 | Burna Boy                         | Nigéria                  | Twice as Tall                            | - Antibalas - Fu Chronicles - Bebel Gilberto - Agora - Anoushka Shankar - Love Letters - Tinariwen - Amadjar | [ 19 ]     |
| 2022 | Angélique Kidjo                   | Benim                    | Mother Nature                            | - Rocky Dawuni – Voice of Bunbon (Vol. 1) - Daniel Ho – East West Players Presents: Daniel Ho & Friends Live in Concert - Femi Kuti e Made Kuti – Legacy+ - Wizkid – Made in Lagos: Deluxe Edition                                    | [ 20 ]     |
| 2023 | Masa Takumi                       | Japão                    | Sakura                                   | - Berklee Indian Ensemble – Shuruaat - Burna Boy – Love, Damini - Angélique Kidjo e Ibrahim Maalouf – Queen of Sheba - Anoushka Shankar, Metropole Orkest & Jules Buckley featuring Manu Delago – Between Us... (Live)                | [ 21 ]     |